# Gaspard IV. de Coligny

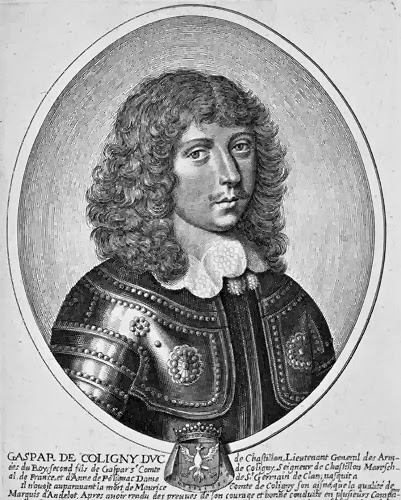
Gaspard IV. de Coligny

Gaspard IV. de Coligny (* 9. Juni 1620 in Châtillon-sur-Loing; † 9. Februar 1649 im Schloss Vincennes) war Graf und ab 1648 Herzog von Coligny, Herzog von Châtillon, Baron de Beaupont, Beauvoir, Montjuif, Roissiat et Chevignat, Seigneur de Montmuran et Tinténiac, Pair von Frankreich (1648). Er war der Sohn von Gaspard III. de Coligny und Anne de Polignac.

## Biografie
Gaspard wurde am 20. Juni 1620 protestantisch getauft, seine Taufpaten waren François de Bonne, duc de Lesdiguières und Madame de La Trémouille. Bis zum Tod seines älteren Bruders 1644 trat er unter dem Namen Andelot auf, ab dann als Marquis de Châtillon. Auf Drängen seiner Geliebten Marion Delorme gab er seinen calvinistischen Glauben im Mai 1643 auf. 1646 starb sein Vater, im gleichen Jahr bestätigte der König die Erhebung Châtillon-sur-Loings, die er zugunsten Gaspards III. de Coligny vorgenommen hatte, als Herzogtum und Pairie. Im November 1648 wurde die Grafschaft Coligny in der Bresse für ihn zum Herzogtum erhoben.

## Militärkarriere
Gaspard IV. trat unter dem Kommando seines Vaters Gaspard III. in die Armee ein und diente als Aide-de-camp bei der Belagerung von Yvoy (1637) und Saint-Omer (1638), sowie bei der Aufhebung der Belagerung von Mouzon 1639 durch Piccolomini. 1639 wurde er nach dem Tod des Comte d’Onsain zum Mestre de camp und damit Kommandeur eines Beauce-Regiments ernannt.
Am 21. Juni 1640 stellte er unter seinem Namen (Andelot) ein Infanterieregiment auf, mit dem er sich an der Belagerung von Arras beteiligte. Bei der Schlacht von La Marfée (1641) befand er sich fast alleine mit seinem Vater auf dem Schlachtfeld. Sein Regiment wurde nach dieser Niederlage aufgelöst (Juli 1641). Das Kommando des Beauce-Regiments legte er nieder und übernahm dafür den Oberbefehl eines piemontesischen Regiments, wo er den Marquis de Senecey ersetzte.
1642 diente Coligny unter Marschall Gramont in der Schlacht bei Honnecourt. Am 19. Mai 1643 kämpfte er in der Schlacht von Rocroi unter dem Herzog von Enghien, dem späteren Großen Condé. Am 27. Mai 1643 wurde er zum Maréchal des camps et armées du Roi ernannt, im Juli und August des Jahres nahm er an der Belagerung von Thionville teil, bei der er zwei Mal verwundet wurde, später an der Belagerung von Sierck.
Im Märs 1644 verließ er das piemontesische Regiment und ging zur Belagerung von Gravelines. Wiederum unter dem Herzog von Enghien kämpfte er in der Schlacht bei Alerheim (1645) und nahm an der Eroberung von Trier teil. Als Nachfolger seines Vaters im Amt als General der französischen Truppen in den Niederlanden (1646) belagerte er Kortrijk.
1647 kämpfte er erneut unter dem Kommando Condés, jetzt in Katalonien als Generaloberst der leichten Kavallerie. Er nahm an der Belagerung von Lleida (Lerida) teil, die am 17. Juni 1647 aufgehoben wurde. Am 22. März 1648 wurde er zum Generalleutnant ernannt. Immer noch unter dem Oberbefehl Condés nahm er an der Belagerung von Ypern teil. In der Schlacht bei Lens (20. August 1648) befehligte er Corps de bataille.

## Das Ende
Beim Aufstand des Parlements gegen Jules Mazarin kommandierte er als neu ernannter Duc de Coligny einen Teil der französischen Armee und wurde in diesem Amt von Condé mit der Rückeroberung von Charenton beauftragt. Bei dem Angriff auf diesen Ort wurde er schwer verwundet. Er wurde ins Schloss Vincennes gebracht, wo er am 9. Februar 1649, 28 Jahre alt, starb. Der König ernannte ihn auf dem Sterbebett zum Marschall von Frankreich und befahl – ein außergewöhnliches Privileg – seine Bestattung in der Basilika Saint-Denis. Die Beerdigung fand am 20. Februar statt.

## Familie
Gaspard de Coligny heiratete 1645 (der Ehevertrag stammt vom 18. Juni 1645) Elisabeth Angélique de Montmorency, die zweite Tochter von François de Montmorency-Bouteville, Comte de Bouteville et de Luxe, der 1627 wegen eines Duells auf der Place de Grève hingerichtet worden war, und Élisabeth-Angélique de Vienne, und Schwester des späteren Marschalls von Luxembourg. Die fand nach einer Entführung und gegen den Willen seines Vaters, aber in Anwesenheit Condés statt. Elisabeth-Angélique bekam nach dem Tod Gaspards einen Sohn: Henry-Gaspard oder Louis-Gaspard (* 10. oder 11. Juli 1649, † 1657), Herzog von Coligny, Baron de Beaupont, Beauvoir, Montjuif, Roissiat et Chevignat, Seigneur de Châtillon etc., Pair de France.
Siehe auch: Coligny (Adelsgeschlecht).

## Coligny in der Literatur
Alexandre Dumas der Ältere lässt in Vingt ans après Gaspard de Coligny, der hier als Châtillon auftritt, bei der Schlacht um Charenton von der Hand des Musketiers Aramis sterben.
| Personendaten    | Personendaten                                           |
| ---------------- | ------------------------------------------------------- |
| NAME             | Coligny, Gaspard IV. de                                 |
| KURZBESCHREIBUNG | französischer Graf und Herzog sowie Pair von Frankreich |
| GEBURTSDATUM     | 9. Juni 1620                                            |
| GEBURTSORT       | Châtillon-sur-Loing                                     |
| STERBEDATUM      | 9. Februar 1649                                         |
| STERBEORT        | Schloss Vincennes                                       |